# Athlétisme aux Jeux européens de 2015
Navigation
Édition suivante
L'Athlétisme aux Jeux européens de 2015 aura lieu au sein du Stade olympique de Bakou et d'une rue de la ville. Il est représenté par la Troisième Ligue des Championnats d'Europe d'athlétisme par équipes 2015.
En février 2015, le chef de l'Association européenne d'athlétisme, Pat Hickey, confirme que l'athlétisme serait le 19e sport de ces Jeux de 2015. Un accord a été conclu pour l'organisation de deux formes de compétition d'athlétisme. Dans l'enceinte du stade principal vont s'affronter les athlètes des pays membres de la troisième division du championnat d'Europe par équipes 2015, y compris l'Azerbaïdjan, le pays hôte. À l'extérieur du stade se déroulera une compétition de rue, ouverte à toutes les nations, sur le modèle du Great Manchester Run.
Les 600 athlètes s'affronteront sur deux jours avec des points pour chaque épreuve, qui seront ensuite additionnés pour un score final par pays. Cette compétition est qualificative pour les Jeux olympiques d'été de Rio 2016. Des médailles seront attribuées aux trois premières nations, mais il n'y aura pas de médaillé par épreuves. Les quatre premières équipes seront promues en Seconde Ligue en 2017.
L'équipe de Slovaquie l'emporte sur celle d'Autriche d'un seul demi-point, en profitant lors de la toute dernière épreuve, le relais 4 x 400 m, de la chute du témoin autrichien, bâton tenu alors par l'athlète paralympique Günther Matzinger (en). Le pays hôte échoue à être promu en deuxième ligue en 2017, en restant derrière la Moldavie.

## Nations participantes
| - Albanie - Andorre - Arménie (forfait) - Autriche - Azerbaïdjan - Bosnie-Herzégovine | - Géorgie - Israël - Liechtenstein - Luxembourg - Macédoine du Nord - Malte | - Moldavie - Monaco - Monténégro - Saint-Marin - Slovaquie |

## Vainqueurs des épreuves
| Épreuves | 1er                                                       | 2e                                                                  | 3e                                                        |
| --- | --------------------------------------------------------- | ------------------------------------------------------------------- | --------------------------------------------------------- |
| 100 m H F | Tomas Benko 10 s 60 Olga Lenskay 11 s 61                  | Riste Pandev 10 s 70 Charlotte Wingfield 11 s 69                    | Markus Fuchs 10 s 74 Lenka Krsakova 11 s 76               |
| 200 m H F | Jan Volko 21 s 08 Olga Lenskay 23 s 40                    | Nika Kartavtsevi 21 s 29 Alexandra Bezekova 23 s 72                 | Imri Persiado 21 s 30 Viola Kleiser 23 s 85               |
| 400 m H F | Donald Blair-Sanford 45 s 75 Iveta Putalova 53 s 07       | Alexandru Babian 47 s 35 Susanne Walli 53 s 65                      | Borislav Dragoljevic 47 s 89 Olesea Cojuhari 54 s 20      |
| 800 m H F | Amel Tuka 1 min 50 s 16 Charline Mathias 2 min 1 s 77     | Jozef Repčík 1 min 51 s 51 Luiza Gega 2 min 2 s 36                  | Ion Siuris 1 min 51 s 91 Anastasiya Komarova 2 min 2 s 50 |
| 1 500 m H F | Hayle Ibrahimov 3 min 49 s 69 Luiza Gega 4:11 s 58        | Jozef Pelikan 3 min 51 s 07 Maor Tiyouri 4:26 s 86                  | Andreas Vojta 3 min 51 s 28 Martine Nobili 4:27 s 46      |
| 3 000 m H F | Hayle Ibrahimov 7 min 54 s 14 Jennifer Wenth 9:11 s 98    | Brenton Jon Rowe 8 min 5 s 62 Maor Tiyouri 9:32 s 11                | Roman Prodius 8 min 6 s 34 Bontu Megersa 9:42 s 14        |
| 5 000 m H F | Hayle Ibrahimov 14 min 2 s 16 Anita Baierl 16:33 s 09     | Roman Prodius 14 min 21 s 42 Bontu Megersa 16:44 s 57               | Haimro Alame 14 min 38 s 96 Lucia Kimani 16:47 s 13       |
| 100 m haies F | Beate Schrott 13 s 18                                     | Lucia Mokrasova 13 s 92                                             | Gorana Cvijetic 14 s 11                                   |
| 110 m haies H | Dominik Siedlaczek 14 s 07                                | Rahib Mammadov 14 s 22                                              | Mahir Kurtalic 14 s 43                                    |
| 400 m haies H F | Martin Kucera 50 s 70 Verena Menapace 58 s 94             | Thomas Peter Kain 51 s 15 Kim Reuland 59 s 80                       | Maor Szeged 52 s 18 Andrea Holleyova 59 s 81              |
| 3 000 m steeple H F | Nicolai Gorbusco 8 min 49 s 83 Chaltu Beji 10 min 30 s 58 | Christian Steinhammer 8 min 53 s 98 Olesea Smovjenko 10 min 55 s 61 | Osman Junuzovic 8 min 54 s 55 Rahima Zukic 10 min 59 s 76 |
| 4 × 100 m H F | Israël 40 s 25 Slovaquie 44 s 92                          | Autriche 40 s 36 Israël 45 s 23                                     | Slovaquie 40 s 80 Autriche 45 s 24                        |
| 4 × 400 m H F | Slovaquie 3 min 8 s 80 Slovaquie 3 min 35 s 03            | Bosnie-Herzégovine 3 min 10 s 50 NR Autriche 3 min 37 s 51          | Israël 3 min 11 s 09 Moldavie 3 min 41 s 94               |
| Saut en hauteur H F | Matus Bubenik 2,26 m Marija Vukovic 1,86 m                | Andrei Miticov 2,24 m Valentyna Lyashenko 1,84 m                    | Dmitry Kroytor 2,20 m Maayan-Furman Shahaaf 1,84 m        |
| Saut en longueur H F | Bachana Khorava 7,64 m Jana Veldakova 6,68 m              | Izmir Smajlaj 7,52 m Rebecca Camilleri 6,38 m SB                    | Dominik Distelberger 7,30 m Sarah Lagger 6,17 m           |
| Triple saut H F | Nazim Babayev 16,38 m Hanna Knyazyeva-Minenko 14,41 m     | Vladimir Letnicov 16,34 m Dana Veldakova 13,95 m                    | Tom Yakubov 15,87 m Yekaterina Sariyeva 13,27 m           |
| Saut à la perche H F | Jan Zmoray 5,15 m Kira Grünberg 4,35 m                    | Paul Kilbertus 5,10 m Gina Reuland 4,20 m                           | Etamar Bhastekar 5,00 m Olga Dogadko Bronshtein 3,70 m    |
| Lancer du poids H F | Hamza Alic 20,26 m Kristina Rakocevic 14,85 m             | Ivan Emilianov 18,76 m Dimitriana Surdu 14,34 m                     | Lukas Weisshaidinger 18,48 m Anastasiya Muchkayev 14,30 m |
| Lancer du disque H F | Gerhard Mayer 59,48 m Natalia Stratulat 55,08 m           | Nicolai Ceban 53,95 m Kristina Rakocevic 53,91 m                    | Kemal Mesic 50,26 m Hanna Skydan 49,50 m                  |
| Lancer du marteau H F | Marcel Lomnicky 75,41 m Martina Hrasnova 69,31 m          | Serghei Marghiev 73,09 m Hanna Skydan 68,32 m                       | Dzmitry Marshyn 72,79 m Marina Nikisenko 65,08 m          |
| Lancer du javelot H F | Patrik Zenuch 74,89 m Marharyta Dorozhon 58,00 m          | Rostomi Tchintcharauli 71,32 m Elisabeth Eberl 49,45 m              | Alan Ferber 70,18 m Mihaela Tacu 46,55 m                  |
| Records et Performances - AR : Record continental (area record) - CR : Record des championnats (championship record) - MR : Record du meeting (meet record) - NR : Record national (national record) - OR : Record olympique (olympic record) - PR : Record paralympique (paralympic record) - PB : Record personnel (personal best) - SB : Meilleure performance personnelle de la saison (season's best) - WL : Meilleure performance mondiale de l'année (world leader) - WJR : Record du monde junior (world junior record) - WR : Record du monde (world record) Circonstances et Conditions - DNF : N'a pas terminé (did not finish) - DNS : N'a pas pris le départ (did not start) - DQ : Disqualification (disqualification) - NM : Aucun essai valable enregistré (No Mark) - Q : Qualifié « directement » au prochain tour (ou à la prochaine compétition), lors d'une compétition majeure, grâce au classement ou à la réalisation des minima (automatic qualifier) - q : Qualifié au prochain tour (ou à la prochaine compétition), lors d'une compétition majeure, grâce au repêchage ou à la réalisation de l'une des meilleures performances parmi celles des « non qualifiés directement » (grâce au meilleur temps ou à la meilleure distance par exemple) (secondary qualifier) |                                                           |                                                                     |                                                           |

## Tableau des médailles
| Rang  | Nation             | Or | Argent | Bronze | Total                   |
| ----- | ------------------ | -- | ------ | ------ | ----------------------- |
| 1re   | Slovaquie          | 1  | 0      | 0      |                         |
| 2e    | Autriche           | 0  | 1      | 0      |                         |
| 3e    | Israël             | 0  | 0      | 1      |                         |
| 4e    | Moldavie           | -  | -      | -      | Promue en Seconde ligue |
| 5e    | Azerbaïdjan        | -  | -      | -      |                         |
| 6e    | Bosnie-Herzégovine | -  | -      | -      |                         |
|       | Monténégro         | -  | -      | -      |                         |
|       | Luxembourg         |    |        |        |                         |
|       | Albanie            |    |        |        |                         |
|       | Géorgie            |    |        |        |                         |
|       | Malte              |    |        |        |                         |
|       | Macédoine du Nord  |    |        |        |                         |
| Total | Total              | 1  | 1      | 1      | 3                       |